# Madonna Wayne Gacy
Madonna Wayne Gacy (właśc. Stephen Gregory Bier Jr., ur. 6 marca 1964 r. w Fort Lauderdale, Floryda), klawiszowiec w zespole Marilyn Manson. 
Jego imię sceniczne jest połączeniem pseudonimu piosenkarki Madonny i seryjnego mordercy Johna Wayne'a Gacy'ego. Często nazywany jest także "Pogo" (imię clowna, którego używał Gacy).
Madonna Wayne Gacy nie grał na syntezatorach do chwili wstąpienia do zespołu Marilyn Manson. Poza samym Mansonem, Gacy jest jedyną osobą z początkowego składu, jeśli nie liczyć krótkiej współpracy z zespołem klawiszowca Zsa Zsa Specka.
Jest on w znacznej części odpowiedzialny za kabaliczne i numerologiczne znaczenie albumów Mansona. Z zespołu odszedł w 2007 z powodu kłótni z frontmanem, o to, że ten trwonił pieniądze, które Gacy wkładał w zespół, na nazistowskie i inne osobliwe gadżety.